# Prélude-Petit Canon-Improvisation
Prélude-Petit Canon-Improvisation sont trois pièces pour orgue (ou harmonium) de Nadia Boulanger composées en 1911.

## Présentation
Prélude-Petit Canon-Improvisation sont trois pièces pour orgue ou harmonium composées en 1911.
Les manuscrits autographes du triptyque sont conservés à la BnF :
- le manuscrit de Prélude, Ms. 19521, porte en page de titre les mentions « Pour Mr l'Abbé Joubert / Prélude / Nadia Boulanger / septembre 1911 Gargenville » et est signé à la fin « Nadia Boulanger » ;
- le manuscrit de Petit Canon, Ms. 19523, porte en page de titre l'indication « Petit Canon / NB » et est signé et daté à la fin « septembre 1911 / Gargenville / Nadia Boulanger » ;
- la manuscrit d'Improvisation, Ms. 19522, porte en page de titre l'indication « Improvisation / NB » et est signé et daté à la fin « septembre 1911 / Gargenville / Nadia Boulanger ».

Prélude est en fa mineur, Petit Canon en la mineur, et Improvisation en mi bémol mineur.
Les trois pièces sont publiées au sein du premier volume des Maîtres contemporains de l'orgue, « pièces inédites pour orgue ou harmonium recueillies et publiées par l'abbé Jos. Joubert », Paris, éditions M. Sénart — B. Roudanez, cotage S.R.&Cie 2952 (Prélude, p. 30-32 ; Petit Canon, p. 33 ; Improvisation, p. 34-35). Les trois pièces sont parfois regroupées sous les titres Trois Improvisations ou Trois Pièces pour orgue.
Nadia Boulanger a transcrit pour violoncelle et piano Improvisation et Petit Canon en tant que pièces nos 1 et 2 des Trois Pièces (NB 45).
Dans le catalogue des œuvres de la compositrice établi par la musicologue Alexandra Laederich, Prélude-Petit Canon-Improvisation porte le numéro NB 43.

## Discographie
- Mademoiselle - Première Audience : Unknown Music of Nadia Boulanger, François-Henri Houbart (orgue), Delos DE 3496, 2 CD, 2017[3].
- Œuvres pour instruments et orgue : Nadia Boulanger, René Gerber, Bernard Schulé, Giovanni Panzeca (orgue), Cascavelle VEL 1700, 2024[4].